# Kibuc

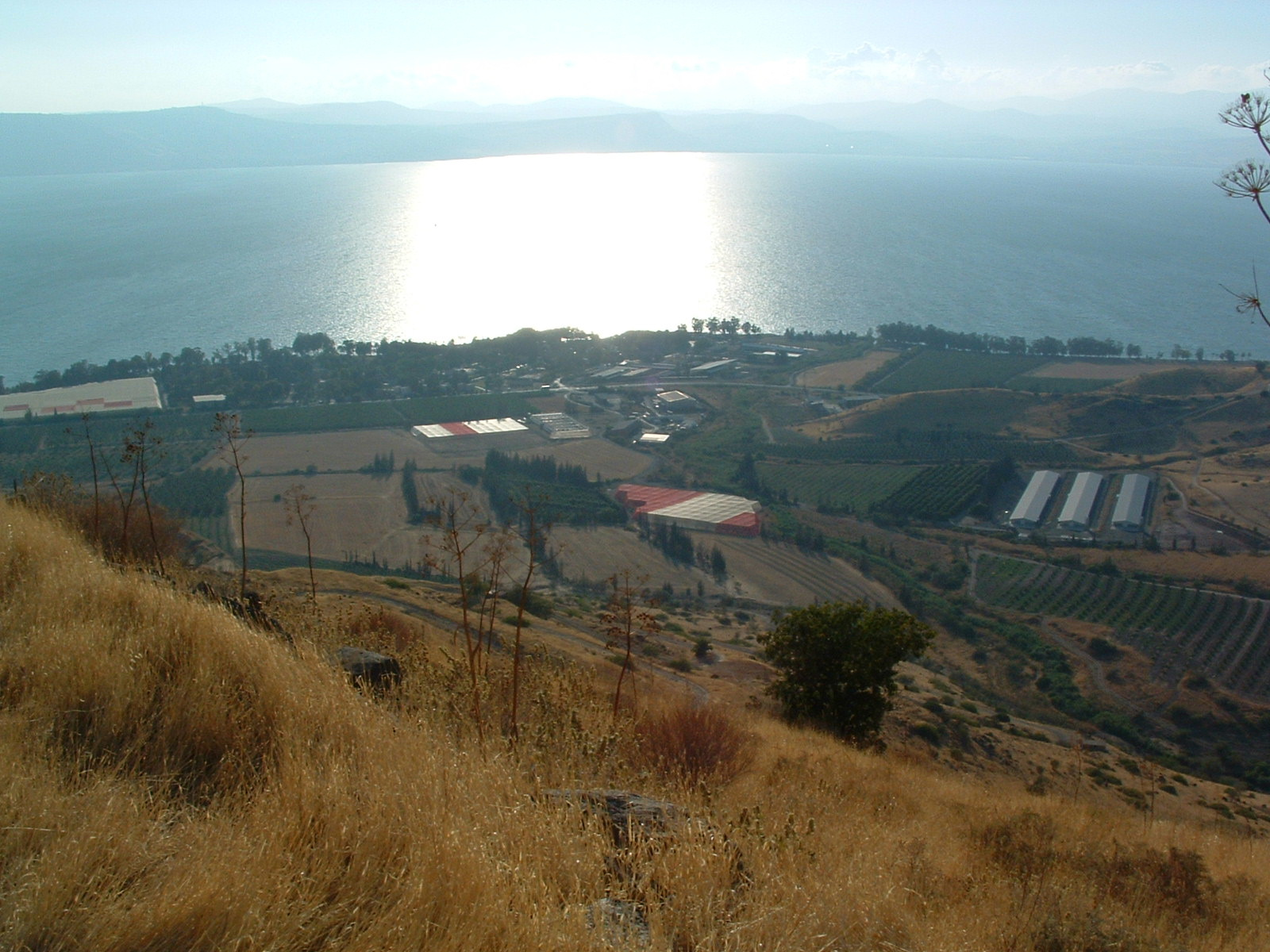
Kibuc Ejn Gev a Galilejské jezero

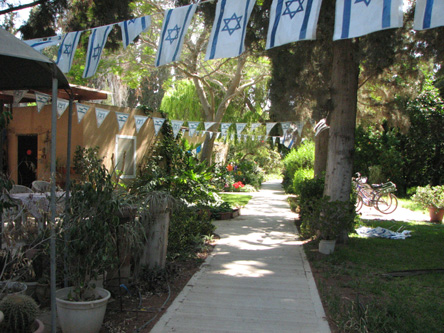
Zástavba v kibucu Sde Boker v Negevu

Kibuc (v plurálu kibucim nebo kibucy; hebrejsky קיבוץ‎, anglicky kibbutz, německy Kibbuz) je označení pro zemědělskou, ale také průmyslovou osadu v Izraeli, která hospodaří formou kolektivního vlastnictví. Případné zisky z výsledků hospodaření jsou investovány do dalšího rozvoje osady a jejího podnikání poté, co jsou zajištěny základní životní potřeby členů kibucu – strava, oblečení, ubytování a také vzdělání a zdravotní a sociální péče. Kibuc poskytuje svým členům také kulturní a sportovní vyžití. Obyvatelé kibucu se nazývají kibucníci.

## Dějiny

### První kibuc Deganija

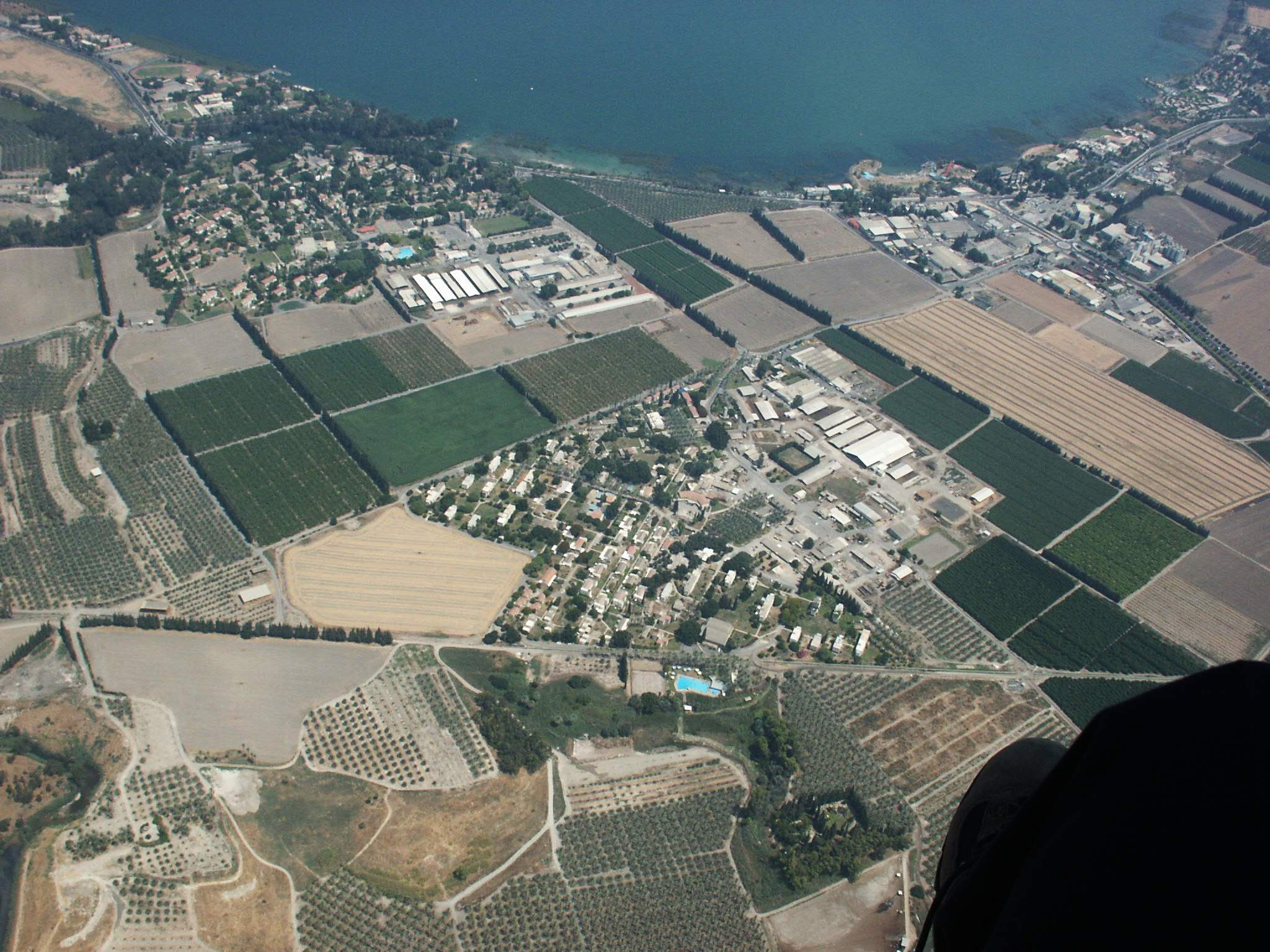
Vlevo nahoře Deganija Alef, uprostřed Deganija Bet, vpravo nahoře správní a komerční komplex Cemach

Úplně prvním kibucem byla Deganija (z hebrejského slova dagan: obilí), která byla jižně od Galilejského jezera, v tehdejší v osmanské Palestině založena v roce 1909.
Roku 1908 pobočka sionistické organizace v Jaffě zřídila poblíž Galilejského jezera experimentální zemědělskou farmu Chavat Kineret (pozdější vesnice Kvucat Kineret). Při tomto statku již od roku 1909 vznikla zemědělská komunita. Její členové ale téhož roku vyhlásili stávku kvůli sporům s vedením farmy. Sionistický předák Arthur Ruppin navrhl jako řešení sporu, aby nespokojení členové komunity dostali na rok na zkušební lhůtu zodpovědnost za část pozemků patřících farmě, v lokalitě nazývané Um Džuni. Experiment se ukázal být úspěšný a předznamenal vznik kolektivních kibuců. Skupina po roce splnila plán a byla v následujícím roce vystřídána další skupinou zemědělských průkopníků z osady Chadera, která sem dorazila v říjnu 1910. Ta opět zaznamenala úspěch a po vypršení roční zkušební lhůty se rozhodla zůstat na pozemcích v Um Džuni trvale a tak vznikla Deganija.

### Kibuc versus kvuca

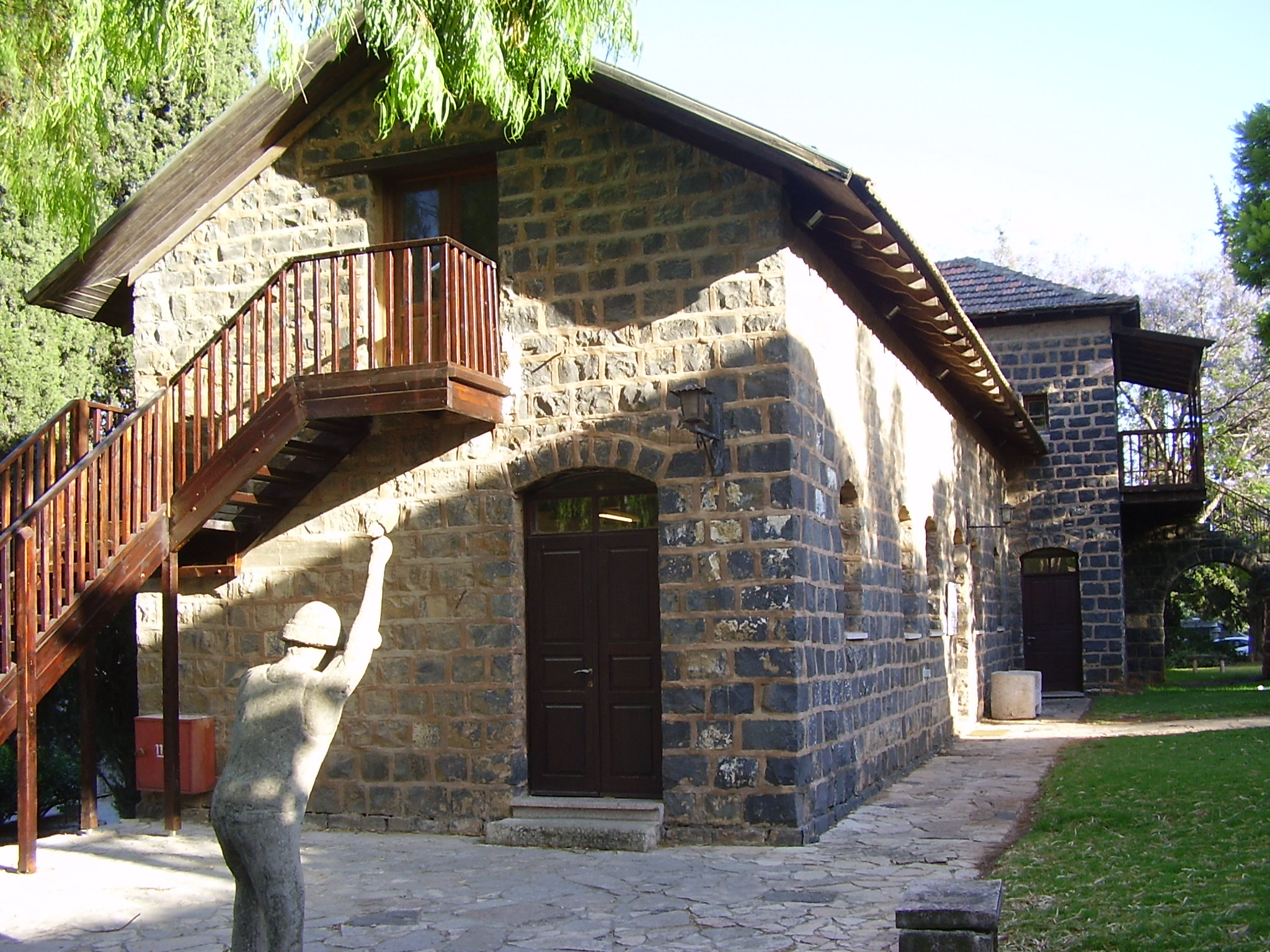
Dům prvních osadníků v kibucu Kfar Gil'adi

V počáteční fázi se používal pro kolektivní zemědělskou osadu tohoto typu výraz kvuca, v plurálu kvucot (hebrejsky קבוצה‎, anglicky Kvutza, Kevuza nebo Qevuza.) Deganija tak byla zakládána jako kvuca. V roce 1914 už v tehdejší Palestině fungovalo jedenáct takových kvucot zřízených na pozemcích Židovského národní fondu a řízených sionistickou organizací. Do konce roku 1918 jejich počet vzrostl na 29.
Tyto první kvucy byly relativně malými komunitami, zakládanými s představou, že kolektivně organizovaná vesnice by měla připomínat spíše větší rodinu. Když ale počátkem 20. let 20. století do tehdejší britské Palestiny začali proudit noví početní přistěhovalci v rámci třetí alije, navrhl Šlomo Lavi – jeden ze sionistických předáků, aby byly zakládány větší kolektivní vesnice, které se měly opírat o zemědělství i průmysl, a pro ně byl použit poprvé výraz kibuc. První takový skutečný kibuc vznikl v roce 1921 a šlo o osadu Ejn Charod. V následujících letech se rozdíl mezi výrazy kibuc a kvuca postupně ztrácel.

### Kibucy v30. a 40. letech 20. století

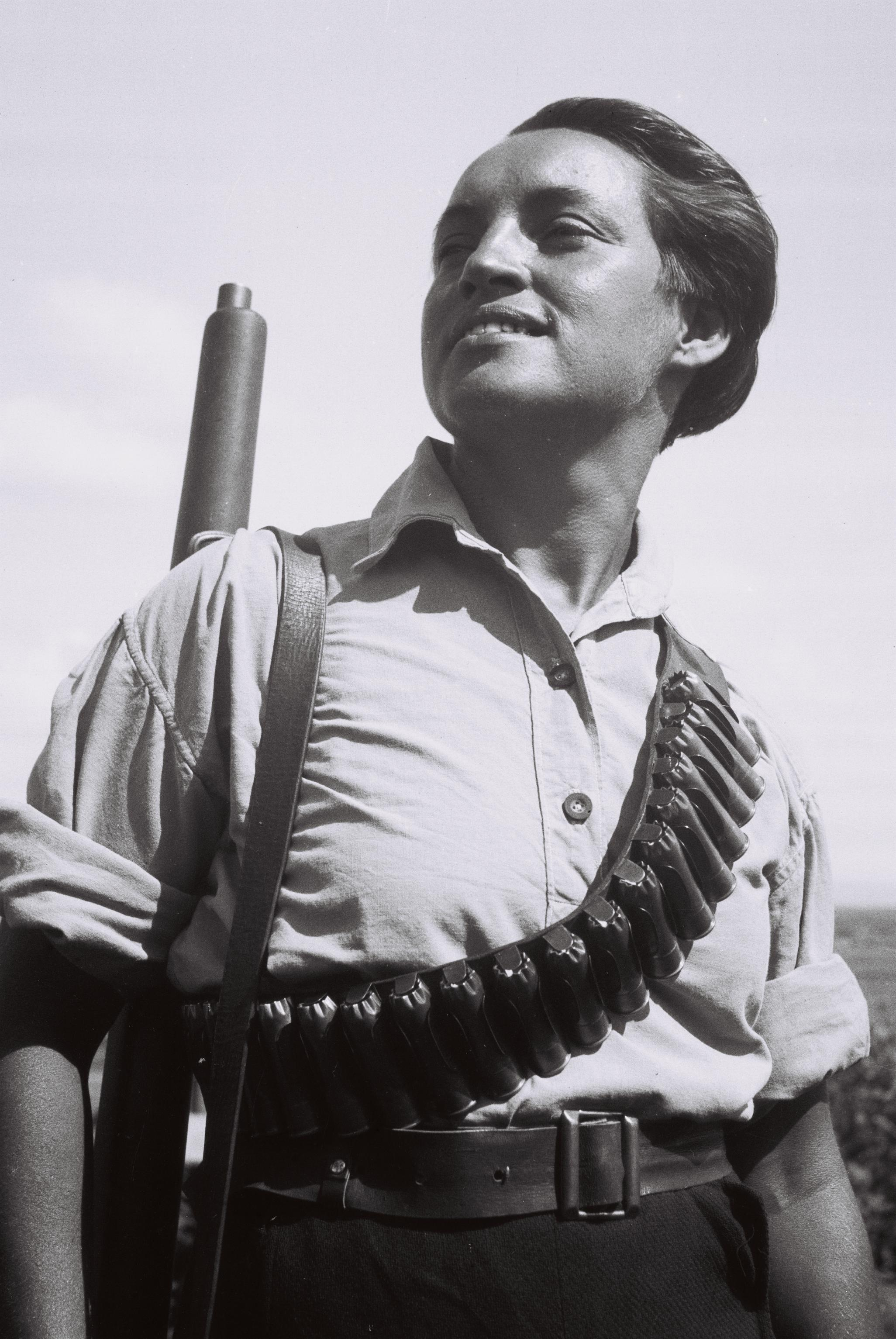
Kibucová stráž, 1936

Během 30. let 20. století kibucy sehrály významnou roli při osidlování Palestiny a při posilování židovských pozic v některých částech této země. V letech 1936–39 byly zakládány v Palestině opevněné osady kombinující zemědělskou a obrannou funkci (takzvané osady Hradba a věž – חומה ומגדל ,Choma u-migdal), které většinou byly organizovány jako kibucy. Podobně tomu bylo i u židovských opěrných bodů zakládaných během 40. let (11 bodů v Negevu). V době vyhlášení nezávislosti Izraele roku 1948 bylo v zemi 291 židovských vesnických sídel, z nichž 149 byly kibucy.
Kibucy sehrály významnou roli i při vzniku státu Izrael. Rekrutovaly se odtud například špičky židovských elitních jednotek Palmach i izraelští politici jako Moše Dajan nebo Teddy Kollek. Kibucy byly zastřešovány politickými stranami.

### Kibucy po vzniku státu Izrael

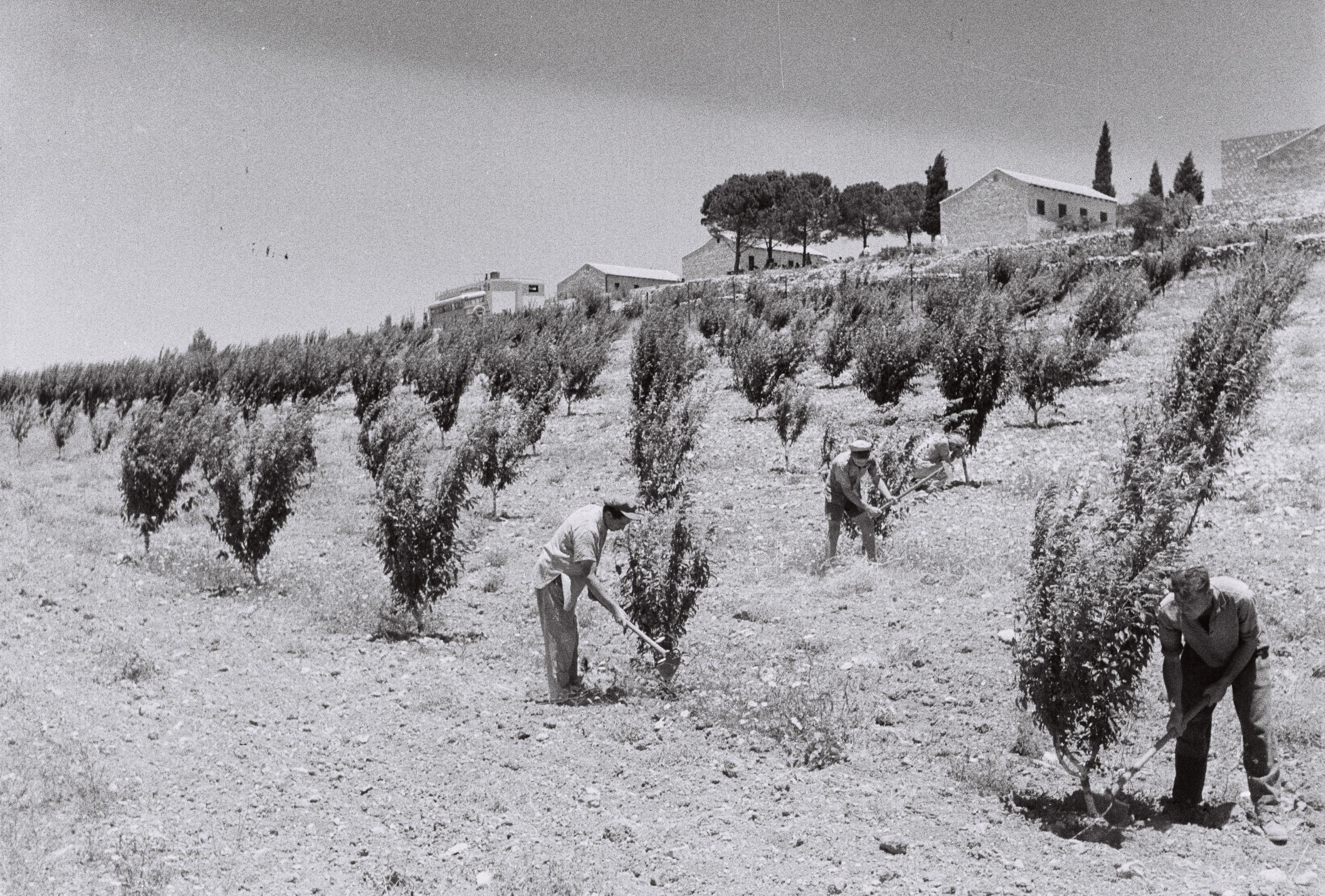
Kibuc Kfar Ecion na snímku z r. 1947, obnovený r. 1967

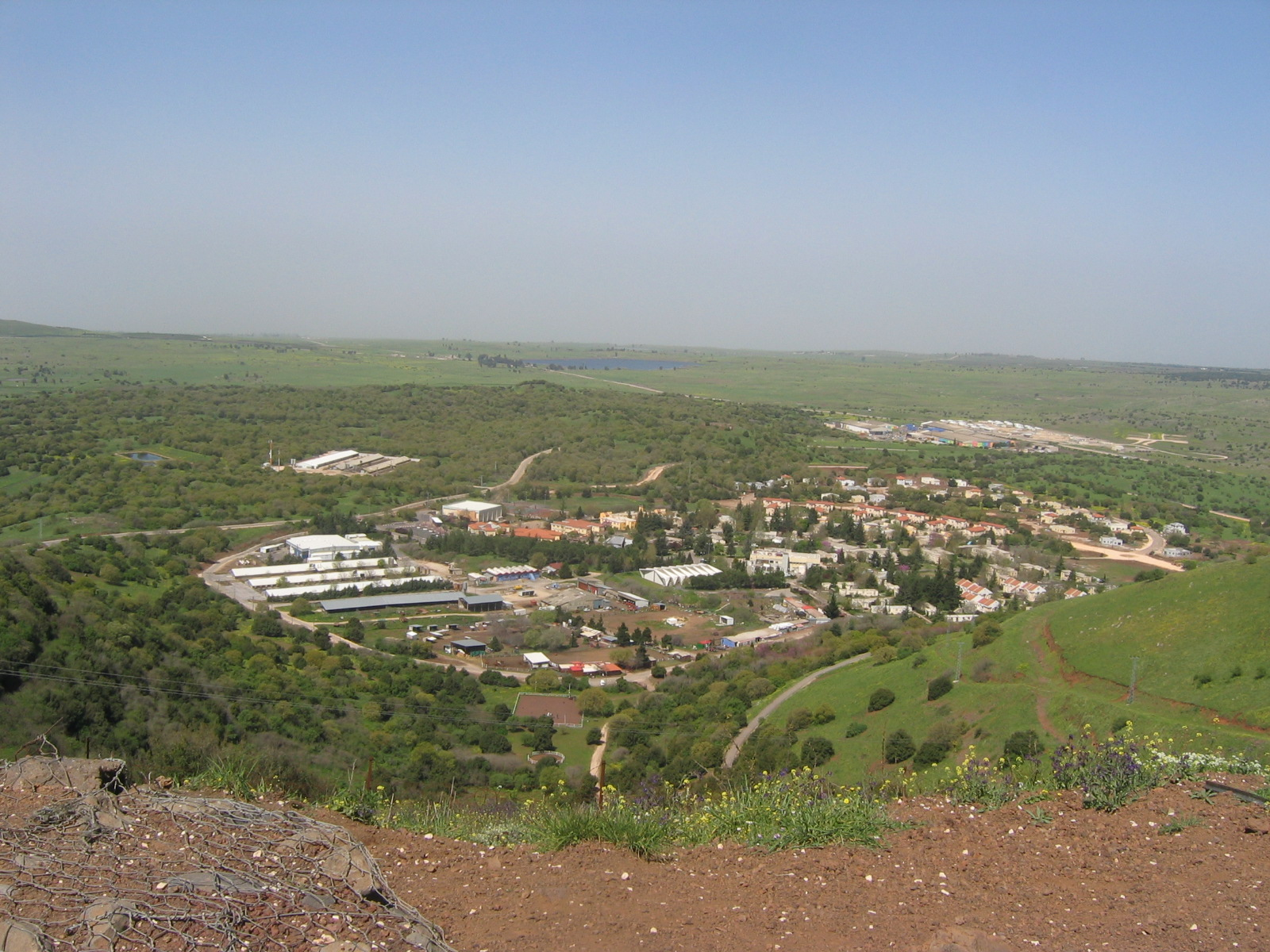
Kibuc Merom Golan na Golanských výšinách

Ze 175 nově založených vesnic v Izraeli během prvních dvou let samostatného státu bylo 79 kibuců. Kibucy ale nebyly osidlovány primárně novými židovskými přistěhovalci z muslimských zemí ani evropskými Židy, kteří přežili holokaust. Tito imigranti preferovali (pokud se usídlovali na venkově) méně kolektivní formy hospodaření jako mošavy. Nové kibucy tak zakládali hlavně rodilí Izraelci, zejména generace mládeže, která byla vychovávána v kibucech.
Po šestidenní válce roku 1967 se kibuc stal i jednou z forem zakládání izraelských osad na dobytých územích, zejména v oblasti Guš Ecion, ale rozhodně nikoliv tou nejčastější. Z 33 izraelských osad na Golanských výšinách je jen 10 kibuců (při započtení kibucu Snir, který leží na hranici Golan a vlastního Izraele jich je 11). Na Západním břehu Jordánu jich funguje jen 9 (z toho 5 v pouštních regionech údolí Jordánu a poblíž Mrtvého moře)

### Ekonomické potíže a privatizace kibuců
Kolektivní hospodaření izraelských kibuců se od 80. let 20. století dostávalo do stále větších ekonomických problémů. V roce 1989 došlo k velké dohodě mezi organizacemi kibuců a bankami ha-Po'alim a Le'umi, v jejímž rámci cca 160 kibuců získalo nový splátkový harmonogram a byla jim odmazána část dluhů (další část dluhů odepsala izraelská vláda). Dohoda sice dočasně umožnila stabilizovat ekonomickou situaci kibuců, ale postupně se ukázalo, že ani nové podmínky oddlužení nejsou zvládnutelné a kibucy se znovu ocitly v rozpočtových problémech. Zásadní posun přinesl až krok izraelské vlády z roku 1996, který převedl půdu v držení kibuců na nemovitý statek s možností prodeje. Kibucy tak získaly potenciál pro umoření svých dluhů pomocí odprodeje půdy.
Ještě v roce 2000 byla z 257 kibuců více než polovina zadlužená. Od 90. let 20. století proto začal proces privatizace. V roce 2007 už jen cca 30 % z nich zachovávalo tradiční kolektivní hospodaření. Během procesu privatizace si kibuc zachovává některé společné aktivity, ale jeho členové jsou odměňováni individuálně a pobírají běžnou mzdu za vykonanou práci. Zároveň se nově umožňuje individuálním zájemcům získat v kibucu pozemky pro výstavbu rodinných domů. Privatizací prošel roku 2007 i nejstarší kibuc Deganija. Podle údajů k roku 2012 již 30 % obyvatel kibuců žilo v nově zřízených soukromých obytných souborech.
V některých méně častých případech byl kibuc úplně zrušen a přešel na méně kolektivní organizační formu. To je příklad bývalého kibucu ha-On, který se roku 2007 proměnil na mošav.
Souběžně s transformací kibuců na volnější ekonomické a sociální formy se měnila i jejich ekonomická profilace. V mnoha případech bylo dosavadní výlučné zaměření na zemědělskou produkci doplněno výrazným podílem průmyslové výroby v podobě výrobních firem zřizovaných v kibucech. K roku 2012 se uvádí, že v izraelských kibucech takto fungovalo cca 300 průmyslových podniků. I v nich ale probíhal proces transformace. Tyto průmyslové firmy zřizované zpočátku samotnými kibucy přecházejí často do soukromých rukou. Například kibucy Jiftach a Magal prodaly počátkem 21. století své podíly ve firmě Netafim (závlahové systémy) a kibuc Lochamej ha-Geta'ot odprodal svůj podíl v potravinářské firmy Tiv'ol koncernu Osem.

## Filozofie a organizační struktura kibuců

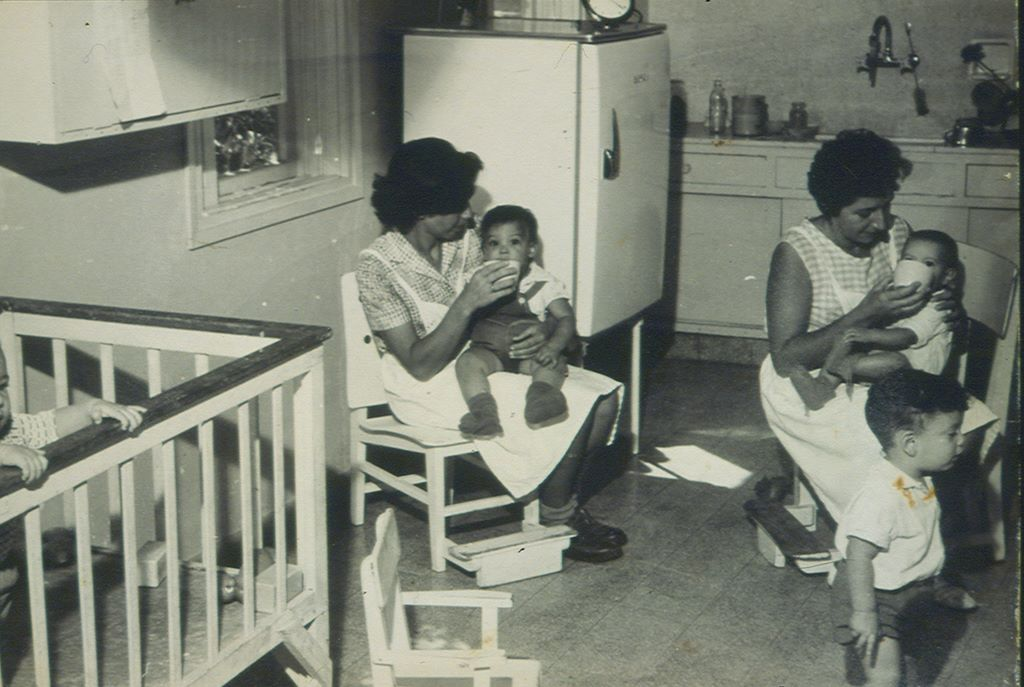
Společná a oddělená výchova dětí je jedním z charakteristických rysů kibuců

Vznik kibuců byl ovlivněn myšlenkami Aharona Davida Gordona – sionistického filozofa, který od počátku 20. století hlásal nutnost Židů se vrátit k fyzické práci a obdělávání půdy. Další inspirací pro vznik kibuců byly pracovní oddíly Gdud ha-avoda (גדוד העבודה), které ve 20. letech 20. století prováděly v Palestině veřejné práce a které byly organizovány jako komunita mladých sionistických dělníků.
Během 20. a 30. let 20. století se vytvořila organizační struktura kibuců.
- Dominantní organizací byla ha-Kibuc ha-me'uchad (hebrejsky הקיבוץ המאוחד‎, anglicky HaKibbutz HaMeuhad) – sdružující sekulární levicové osadníky.
- Podobnou orientaci měla i organizace ha-Kibuc ha-arci (hebrejsky הקיבוץ הארצי‎, anglicky HaKibbutz HaArtzi), napojená na mládežnickou levicovou organizaci ha-Šomer ha-ca'ir.
- Vznikaly ale i nábožensky orientované kibucy a ty se sdružovaly do organizace ha-Kibuc ha-dati (hebrejsky הקיבוץ הדתי‎, anglicky HaKibbutz HaDati)

### Rozkol mezi sekulárními kibucy
Počátkem 50. let 20. století došlo v organizaci ha-Kibuc ha-me'uchad sdružující většinu sekulárních kibuců v Izraeli, k rozkolu, jehož příčinou byly rozdílné názory na politiku Sovětského svazu a na teorii marxismu. Z organizace se tehdy odštěpila Ichud ha-kvucot ve-ha-kibucim. Rozkol souvisel s volbami do Knesetu v roce 1951.
Schizma bylo mimořádně emotivní a došlo kvůli němu k narušení mezilidských vztahů v mnoha kibucech. Počátkem 50. let 20. století tak bylo běžné, že část obyvatel kibucu, která se ocitla názorově v menšině, se odstěhovala. Takto se to například odehrávalo v kibucu Ejn Gev, odkud některé rodiny přesídlily do kibucu Ginosar na protějším břehu Galilejského jezera, který jim ideově více vyhovoval. V některých případech ovšem rozpory nešlo řešit vystěhováním názorové menšiny a došlo k přímému rozdělení kibucu na dva samostatné kibucy, na dvě samostatné obce, které hospodařily a žily separátně. To je příklad třeba osady Ašdot Ja'akov. Ta se rozdělila na Ašdot Ja'akov Ichud a Ašdot Ja'akov Me'uchad, které dodnes fungují jako separátní katastrální obce.
V letech po rozkolu ztrácel kvůli zostřující se protiizraelské politice Sovětského svazu (přerušení diplomatických vztahů s Izraelem) a díky vystřízlivění z ortodoxního pojetí socialismu rozkol mezi kibucy na intenzitě a po roce 1967 prakticky přestal být tématem.

### Ichud ha-kvucot ve-ha-kibucim
Ichud ha-kvucot ve-ha-kibucim sdružovala k roku 1971 76 kibuců s počtem obyvatel cca 26 900. Tato organizace se spojila s menším sdružením Chever ha-kvucot, do kterého patřily malé, ryze zemědělské osady včetně nejstarších kvuc jako Deganija. Roku 1953 do ní přistoupila i menší organizace ha-No'ar ha-cioni sdružující nesocialistické kibucy a napojená na středopravicovou Liberální stranu.
Ichud ha-kvucot ve-ha-kibucim politicky inklinovala k středu a k umírněné levici, zejména Mapaj, později Izraelská strana práce. Byla umírněnější v kolektivismu, děti v jejích kibuců byly vychovány v rodinách, nikoliv hromadně.

### ha-Kibuc ha-arci
ha-Kibuc ha-arci, oficiálně ha-Kibuc ha-arci ha-Šomer ha-ca'ir, byl založen roku 1927, kdy sdružoval čtyři kibucy. Roku 1971 pod něj patřilo 76 kibuců s více než 30 000 obyvateli.
Politicky byl orientován levicově, s napojením na stranu Mapam. Tato organizace si připisovala zásluhy za vznik státu, ve 30. letech 20. století právě z řad tohoto sdružení vzešly první osady typu Hradba a věž. V kibucech patřících pod ha-Kibuc ha-arci se praktikovala hlubší forma kolektivismu, včetně kolektivní výchovy dětí.

### ha-Kibuc ha-me'uchad
ha-Kibuc ha-me'uchad byl založen roku 1927. Sdružoval větší kibucy. Ideologie této organizace byla odvozována od socialistických myšlenek Jicchaka Tabenkina z kibucu Ejn Charod. Politicky byla napojena na stranu Mapam. V 60. letech 20. století organizace podporovala sjednocení levicové politické scény do Izraelské strany práce.
Roku 1972 spadalo pod ha-Kibuc ha-me'uchad 62 kibuců s populací cca 26 000.

### ha-Kibuc ha-dati
ha-Kibuc ha-Dati vznikl roku 1935. Politicky byl napojen na náboženské sionistické hnutí Mizrachi. Roku 1971 sdružoval 11 kibuců s 4000 obyvateli.

### Sloučení kibucových organizací koncem 20. století
V roce 1979 se organizace ha-Kibuc ha-me'uchad a Ichud ha-kvucot ve-ha-kibucim sloučily a překonaly tak rozkol z 50. let 20. století. Nová organizace byla nazvána ha-Tnu'a ha-kibucit ha-me'uchedet (hebrejsky התנועה הקבוצית המאוחדת‎, doslova „Sjednocené hnutí kibuců“, anglicky HaTnu'a HaKibbutzit HaMe'uhedet, akronym Takam).
V roce 1999 pak Sjednocené hnutí kibuců fúzovalo s organizací ha-Kibuc ha-arci, čímž vznikla organizace ha-Tnu'a ha-kibucit (hebrejsky התנועה הקיבוצית‎, doslova „Kibucové hnutí“, anglicky HaTnu'a HaKibbutzit).
Organizace ha-Kibuc ha-dati se nadále vyvíjí samostatně.

## Dobrovolníci
Nedílnou součástí života v kibucech je dobrovolnické hnutí. Dobrovolníci přicházející do kibuců pocházejí nejčastěji z vyspělých zemí, např. Evropské unie, USA, Austrálie či Jižní Koreje. Většinou se jedná o mladé lidi. Na rozdíl od pracovníků v mošavech nedostávají plat, ale kapesné. Strava a ubytování je zdarma.
Dobrovolníci vykonávají většinou jednodušší práce v kuchyni, jídelně, službách, zemědělských provozech apod. O dobrovolníky se stará přidělený pracovník. Práci v kibucech zprostředkovávají agentury např. v Tel Avivu.

## Demografie
Izraelské kibucy prožily po vzniku státu rychlý nárůst počtu i populace. V 90. letech 20. století ale začala stagnace a pak i pokles jejich obyvatelstva. Nejhlubšího propadu dosáhla populace v roce 2000, pak došlo k stabilizaci a po roce 2006 začíná obyvatelstvo kibuců výrazně narůstat. K 31. prosinci 2013 existovalo v Izraeli 267 kibuců, ve kterých žilo 157 500 obyvatel.
| Rok         | 1961   | 1972   | 1983    | 1990    | 1995    | 1997    | 1998    | 1999    |
| ----------- | ------ | ------ | ------- | ------- | ------- | ------- | ------- | ------- |
| Poč. kibuců | 228    | 233    | 267     | 268     | 267     | 267     | 268     | 268     |
| Poč. obyv.  | 77 100 | 89 700 | 115 500 | 125 100 | 118 900 | 116 500 | 115 500 | 115 700 |

| Rok         | 2000    | 2001    | 2002    | 2003    | 2004    | 2005    | 2006    | 2007    | 2008    | 2009    | 2010    | 2011    | 2012    | 2013    |
| ----------- | ------- | ------- | ------- | ------- | ------- | ------- | ------- | ------- | ------- | ------- | ------- | ------- | ------- | ------- |
| Poč. kibuců | 268     | 268     | 266     | 266     | 267     | 267     | 267     | 267     | 269     | 266     | 266     | 266     | 267     | 267     |
| Poč. obyv.  | 115 300 | 115 500 | 115 600 | 116 200 | 116 300 | 117 700 | 119 800 | 123 300 | 136 000 | 136 900 | 140 900 | 149 100 | 152 900 | 157 500 |